# Chinzei Bugyō
Chinzei Bugyō (jap. 鎮西奉行, dt. „Kommissar für den befriedeten Westen“) war der Name eines 1186 geschaffenen Postens zur Oberaufsicht der Verteidigung Kyūshūs (Chinzei). In dieser Zeit war es die Hauptaufgabe des Bugyō, diejenigen ausfindig zu machen und zu beseitigen, die Minamoto no Yoshitsune und nicht seinen Bruder Yoritomo, als Anwärter auf den Posten des Shōguns, unterstützt hatten. Weniger als ein Jahrhundert später war Chinzei die erste Verteidigungslinie während der Mongoleninvasionen in Japan. Später war er nur noch einer unter vielen ähnlichen Posten, die in ganz Japan errichtet wurden. Im Laufe der Zeit wurde die Position des Bugyō als Chinzei Shugo (鎮西守護), ab 1293 oder 1297 als Chinzei Tandai (鎮西探題) und ab 1336 als Kyūshū Tandai (九州探題) bezeichnet.
Der erste Chinzei Bugyō war Amano Tōkage (天野遠景), dem kurz darauf Nakawara Nobufusa nachfolgte. Nobufusa wurde gesandt, um den Widerstand in Kyūshū niederzuschlagen. Er errichtete seinen Sitz in Dazaifu, wo er alle Befehle des Shōguns für Kyūshū erhielt. Da die örtlichen Feudalherren nicht mit der Polizei zusammenarbeiteten, musste der Kyūshū Tandai als Vermittler zwischen Kyūshū und der Hauptstadt in Kamakura dienen.